# Klein warkruid
Klein warkruid (Cuscuta epithymum), ook wel duivelsnaaigaren genoemd, is een plant uit de windefamilie (Convolvulaceae) (vroeger de warkruidfamilie (Cuscutaceae)). Het is een eenjarige plant die als Europese stengelparasiet leeft op heidesoorten, brem, gaspeldoorn en soms op tormentil.

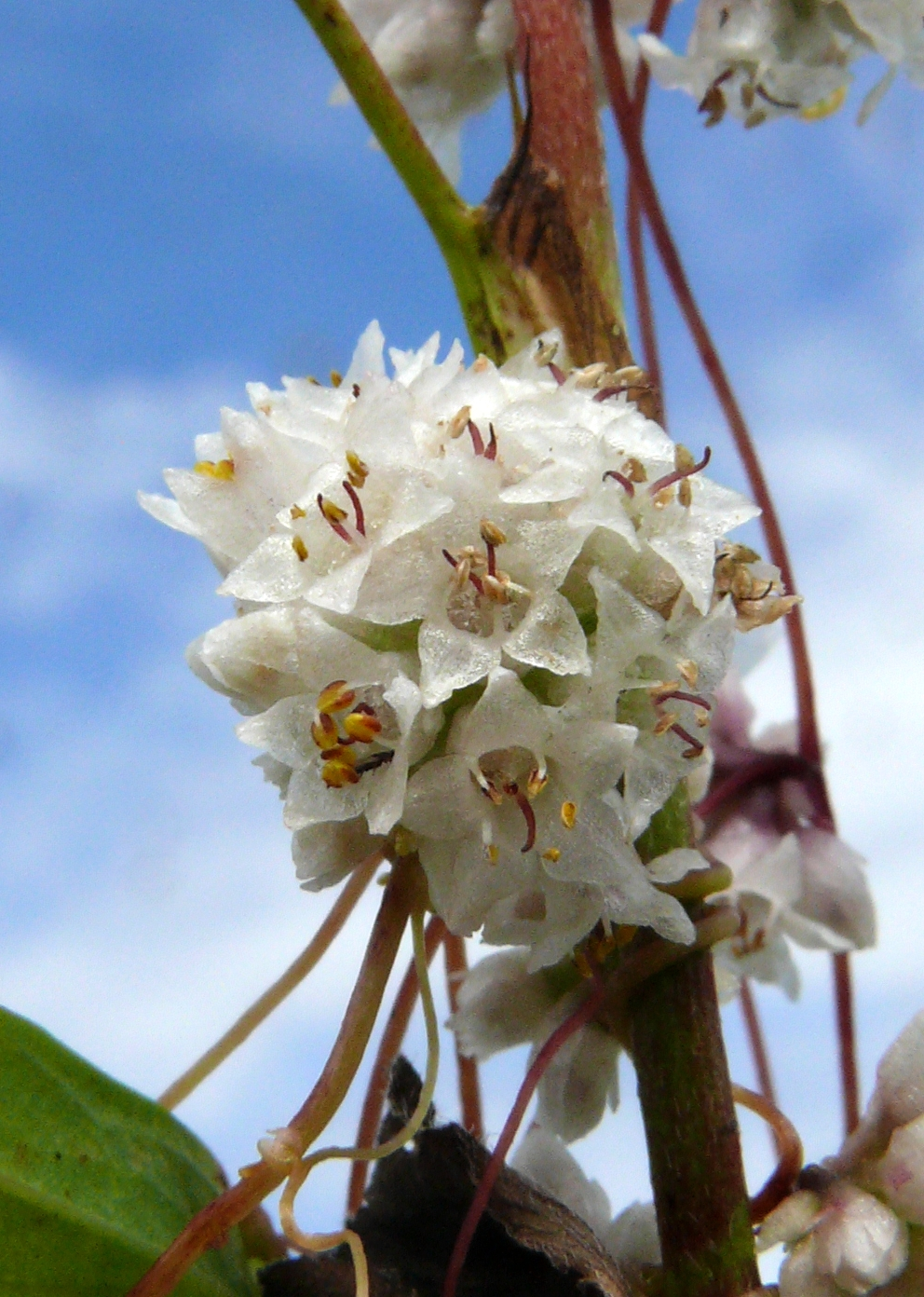
Sterk vergrote bloemkluwen

## Leefwijze
Uit een klein zaadje komt een haarachtig, rood stengeltje van nog geen mm dik. Als een geschikte gastheer wordt bereikt dan klimt het plantje naar boven en hecht zich er aan vast. Met zuigworteltjes worden voedingsstoffen uit de gastheerplant opgenomen. De stengels groeien snel, vertakken veelvuldig en raken in elkaar verward. De gastplant kan er geheel mee overwoekerd raken. Er is geen bladgroen en dus kan er geen assimilatie plaatsvinden. De bladeren zijn gereduceerd tot kleine rode schubben. De plant bloeit van juli tot september. De bloemen zijn klein, klokvormig en lichtroze, ze vormen dichte kluwens van tot 1 cm in doorsnede.
De vrucht is een doosvrucht, bolvormig en soms iets afgeplat, van 2 mm groot. De zaden zijn langlevend.
De plant is te vinden op open zonnige, droge, voedselarme zand- en leemgrond.

## Verspreiding
Klein warkruid komt overwegend voor in heidegebieden, vaak op plaatsen waar geplagd is of waar de heide opnieuw uitloopt na brand. Andere groeiplaatsen zijn heidekwekerijen, duinvalleien en kalkhellingen. In Nederland is klein warkruid vrij zeldzaam en sinds 1950 zeer sterk afgenomen. De soort staat er op de Rode Lijst. In België is de plant zeldzaam in de Kempen en verder zeer zeldzaam. Ze staat ook in Vlaanderen op de Rode Lijst.